# Velika avstralska algovnica
Velíka avstrálska algóvnica (znanstveno ime Phycodurus eques) je ribja vrsta iz družine morskih šil in edina vrsta rodu Phycodurus. Ta bitja najdemo ob južni in zahodni avstralski obali in se v glavnem zadržujejo v plitvih, toplih vodah. Premikajo se s prsno plavutjo na grebenu vratu in hrbtno plavutjo na hrbtu ob kavdalnem koncu. Plavuti so skoraj prozorne in jih je pri nežnem valovanju, s katerim se žival umirjeno giblje skozi vodo, težko opaziti, zato jo lahko zamenjamo za morsko rastlinje.